# 波音C-135运输机
波音C-135同温层运输机（Boeing C-135 Stratolifter）是一种20世纪50年代，衍生自波音367-80喷气机（即707的前身）的运输机。相比于707，它有更窄的机身。波音以内部代号717的模板设计了这种飞机的内部。第一架C-135建造于1956年8月，至今它一直是美国空军的一员。

## 研发
在建造的820架C-135中，絕大多數的都是KC-135空中加油機。 但他们还执行了许多运输和特殊功能。 其中的四十五架被制造成C-135A和C-135B运输机，不包括空中加油装备。 与KC-135一样，C-135也被波音公司认为是717型。

### C-135A/E
其中15架由普惠J57涡轮喷气发动机驱动的C-135A 在后来的几年里都升级了普惠公司的TF33涡扇发动机和大跨度尾翼，并被重新命名为C-135E。 其中的大多数都被用于特殊任务，包括机载指挥所，导弹跟踪平台和贵宾运输，并在整个20世纪90年代退役。 

### C-135B

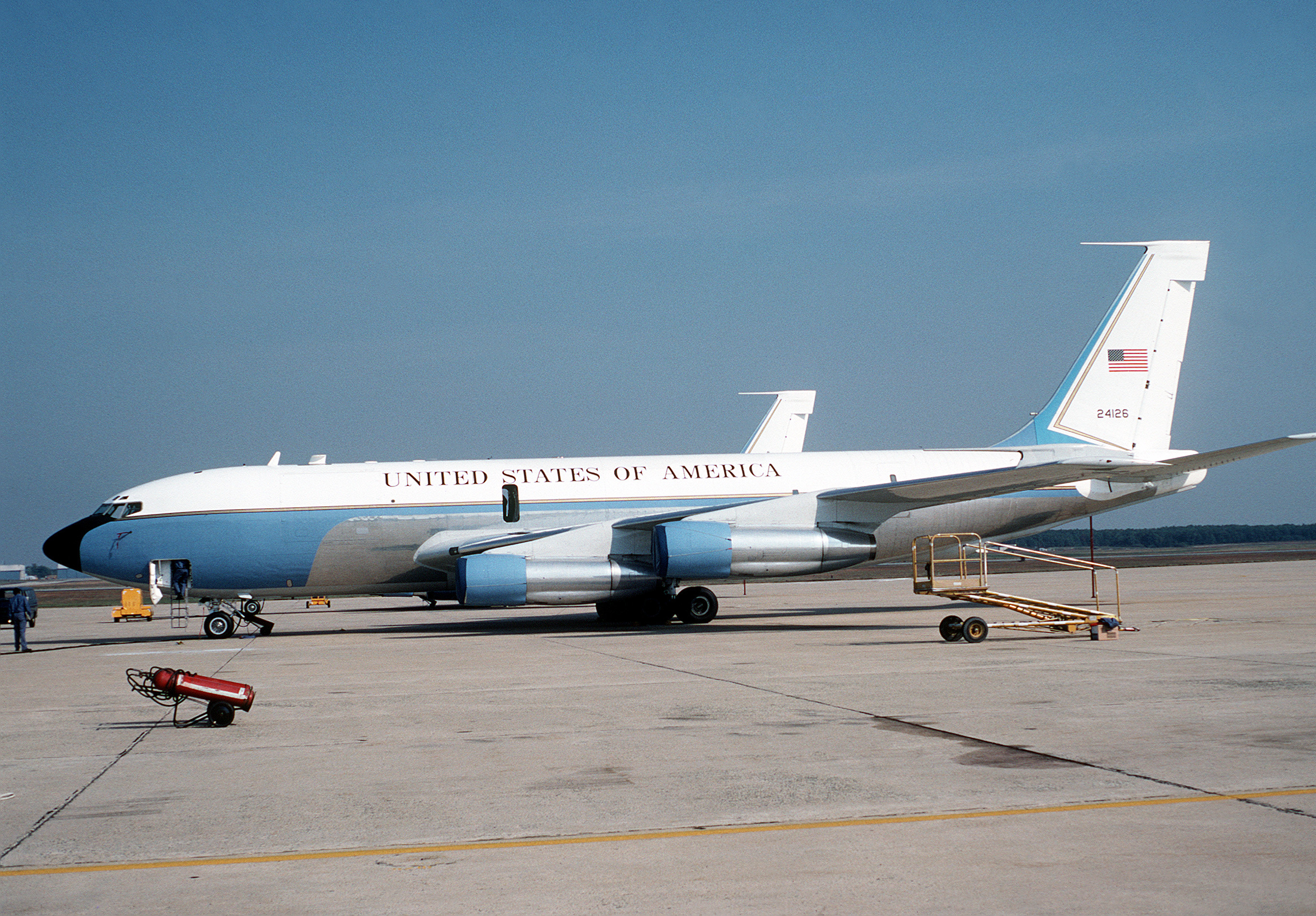
一架用于贵宾运输的C-135B停泊在安德鲁斯空军基地

从一开始就用TF33涡扇发动机和大跨度尾翼制造了30架C-135B，并且有少部分仍以其最初状态服役。 有十架被修改用于天气侦察（通过核试验或检测放射云） 从20世纪70年代到2006年，其他机身转换为RC-135，并在安装进一步升级的设备后继续使用。

### C-135C
C-135C用于三架WC-135B型气象侦察机，该机已恢复到运输型号。 大多数其他C-135B在与军事空运司令部的服务之后被转换为各种特殊任务型号。
虽然其余大多数C-135飞机用于运送高级军事领导人和其他高级官员，但C-135C通信飞机可作为新兴技术的空中试验台。 使用这种飞机的发展测试已经证明能够使用局部差分GPS系统飞行精密进近。 这款经过修改的C-135配备了毫米波相机和天线罩，可在低能见度条件下测试相机生成的前方场景视频图像。 这架飞机在VIP / Distinguished Visitor（DV）交通工具中可容纳14名乘客，同时也为联合部队空中组件指挥官（JFACC）提供了一个有限的能力，可在计划和控制模拟战斗的同时在途中进入危机区域。

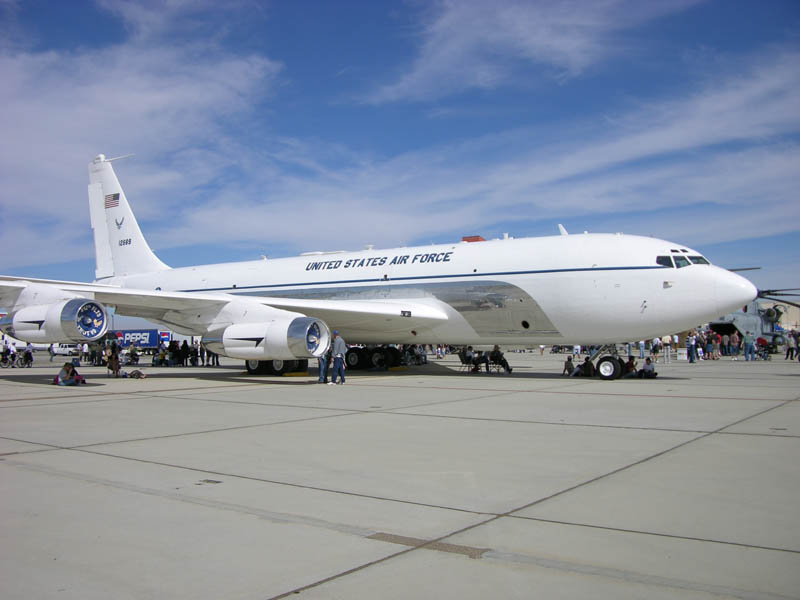
爱德华兹空军基地的C-135C

Speckled Trout（斑点鳟鱼）是联合SAF / CSAF支援任务和并行测试任务的正式名称。 这也是对改装后的C-135C的官方绰号，编号为61-2669，由空军部长和参谋长使用，用于执行运输要求。 该飞机装备了一系列通信设备，数据链路和加密设备，作为拟议指挥和控制系统的试验平台发挥次要作用，并且还用于评估未来的运输机设计。 加利福尼亚州爱德华兹空军基地空军物资司令部（AFMC）第412飞行试验中队（412 FLTS）驾驶C-135斑点鳟鱼机身并管理其测试任务。
斑点鳟鱼的名称适用于组织和飞机。 这个名字的选择是为了纪念一位早期的项目监测员Faye Trout，他协助了该项目的许多阶段。 因为鳟鱼显然有“很多斑点”，所以增加了“斑点”一词。
“斑点鳟鱼”于1974年购买了C-135C，序列号为61-2669，并于2006年1月13日退役。一架临时飞机正在用于Speckled鳟鱼飞行任务，直到2008年交付目前的飞机 - 改装后的KC-135R Stratotanker序列号为63-7980，具有更现代化的通信架构测试平台。 目前的KC-135R斑点鳟鱼还支持C-135C无法进行的其他测试和空中加油要求。

### C-135F
C-135F是法国用作双作用油轮/货物和部队舰载机的新型飞机。

## 变种
- C-135A：KC-135A的货物/乘客型号，可容纳126名乘客，并由四台J-57-P-59W发动机提供动力，18个内置。波音的型号为717-157。

- C-135B：与C-135A相同，但装有四个TF-33-P-56涡轮风扇发动机，30个内置发动机。在卡特政府期间，五架VC-135B特别VIP装备飞机被重新指定为C-135B。它的型号为717-158。

- C-135C：已改装为WC-135B标准的三架C-135B飞机后来进行了改装，但保留了空对空加油能力，因此被命名为C-135C。

- C-135E：三架由四架TF-33-PW-102发动机改装并随后用作EC-135N的C-135A飞机后来被重新命名为C-135E，用于作战支援任务。

- C-135F：法国的加油机类似于KC-135A，但没有使用K前缀，而是建立了12个。波音的型号为717-164。

- C-135K：一个用于CINCPAC VIP用途的前EC-135K。

- C-135FR：十一架法国C-135F加油机改装了四台CFM56发动机。

- NC-135：以C-135為基底，用於特殊用途的訂製機，共有三架，一架配屬桑迪亞國家實驗室，用於研究日蝕與電離層中的宇宙射線；另外兩架則是隸屬空軍的武器實驗機，代號「大烏鴉」（Big Crow），同時亦會支援范登堡太空基地的遙測任務。此外，應空軍要求，波音在八零年代初以NC-135為藍圖製造了一架YAL-1的早期試驗機。

## 特性
基本信息
- 机组：3: pilot, copilot, loadmaster (4 for non-PACER CRAG aircraft)

性能